# 谷鍾秀 (嘉靖進士)
谷鍾秀（1505年—？），字毓卿，號蘿壁，浙江紹興府餘姚縣人，民籍，明朝政治人物。

## 生平
嘉靖十年（1531年）辛卯科浙江鄉試第十五名舉人。嘉靖二十年（1541年）中式辛丑科會試第三十五名，登第三甲第一百九十四名進士。历官蕲州知州、南京兵部署郎中，二十九年（1550年）二月升廣東按察司佥事，历官河南左參議，改山西左參議、分守河東，四十一年五月以被論调用，降黄州府同知。

## 家族
曾祖谷志；祖父谷應；父谷明，母王氏。永感下。兄鍾靈。弟鍾祥、鍾清、鍾和、鍾華、鍾美、鍾良、鍾粹、鍾醇、鍾淑、鍾正、鍾一。